# Andrés Latorre
Andrés Felipe Latorre (Montevideo, 16 de agosto de 1781 – Durazno, 5 de noviembre de 1860) fue un militar uruguayo que luchó en las guerras por la independencia, uno de los primeros capitanes de Artigas.
Hijo de Antonio de la Torre, santanderino, y de Josefa Abalos, bonaerense, fue criado en la campaña de Canelones. A los diecisiete años fue voluntario en un cuerpo de milicias de caballería para combatir las incursiones de los portugueses que, por la frontera de Cerro Largo, avanzaban en tierras que pertenecían a España. Sirvió un tiempo en la línea del Río Yaguarón. Durante las invasiones inglesas participó en la defensa de Montevideo como integrante de la compañía de Granaderos del Cuerpo de Húsares. Distinguido por su serenidad cuando el enemigo cargó por la brecha de la muralla del sur, salió del combate con dos heridas.
Sirviendo ya la causa de la independencia en el año 1811, Artigas halló en él un oficial de primer orden a quién tuvo como ayudante en la batalla de Las Piedras, participando también en las operaciones contra los realistas sitiados de Montevideo. Siendo capitán del Regimiento de Blandengues, en 1815 le asignan el mando de la vanguardia del ejército de operaciones y es ascendido a mayor.
Durante la segunda invasión portuguesa fue uno de los bravos jefes de la resistencia nacional. El 14 de diciembre de 1819, junto con Artigas, batió en Santa María a José de Abreu, futuro barón de Cerro Largo.
Su temple se puso a prueba en forma cruel el 22 de enero de 1820, día de la memorable batalla de Tacuarembó. Tan desdichado desastre para la causa patriota anuló totalmente las ventajas reportadas un mes antes. El conde de Figueira, comandante de las fuerzas portuguesas reforzadas por nuevos contingentes, alcanzó a Latorre en las nacientes del arroyo Tacuarembó chico. Las fuerzas debían estar más o menos equilibradas, aunque probablemente fuese un poco mayor el número de los orientales, pero inferiores en armas y en calidad por tratarse de un conjunto heterogéneo donde predominaban elementos misioneros. Se estima que quedaron tendidos en el campo unos quinientos orientales muertos, entre los cuales se hallaba el valeroso coronel Pantaleón Sotelo, y el número de prisioneros pasó un poco de la misma cifra.
El Barón de Río Branco cita una versión tomada de boca de algún prisionero, de que Artigas fugó del campo apenas iniciada la pelea, dejando la dirección del ejército a Latorre, versión inexacta pues Artigas ya se había separado de aquel ejército para atender exigencias en la línea del Uruguay,  y supo de este hecho hallándose en Mataojo del Arapey. Latorre, con los restos de sus fuerzas, pasó a Entre Ríos seguidamente para luchar contra Ramírez, por el que fue vencido y paso a refugiarse en Santa Fe, bajo la protección de Estanislao López.
Permaneció allí hasta el año 1825, retornando al Uruguay donde Lavalleja, con quien estaba emparentado, lo reconoció en su grado de coronel y al frente del Regimiento de Dragones batalló en Sarandí el 12 de octubre, donde fue herido. Tuvo relevante actuación en 1827 durante las batallas de Ituzaingó y Camacuá. Con la Convención de Paz de 1828, continuó su carrera militar hasta que fue dado de baja el 3 de diciembre de 1832 por sospechársele en connivencia con Juan Antonio Lavalleja, jefe de la sublevación contra el entonces presidente Rivera, emigrando nuevamente a Santa Fe.
Reincorporado más tarde, fue comprendido en la reforma militar de julio de 1835 y dejó de pertenecer al ejército, pero volvió a él y puso su espada a servicio del gobierno constitucional de Manuel Oribe cuando Rivera, en 1836 también se sublevó al régimen constitucional.
Desempeñó en el curso de la misma la Comandancia Militar de Durazno. Siendo vencido, se fue a la Argentina, regresando como parte del ejército invasor que Juan Manuel de Rosas había confiado al general Pascual Echagüe. Deshecho este en Cagancha el 29 de diciembre de 1839, el coronel Latorre abandonó el campo con dos heridas rumbo a Entre Ríos.
Acompañó al general Oribe, que vino al Uruguay como jefe del Ejército Unido de Vanguardia de la Confederación Argentina a fines de 1842. Estuvo en el campo sitiador de Montevideo todo el curso de la Guerra Grande, pero Oribe no le dio cargo militar alguno, al igual que a su pariente el general Lavalleja, con quien Latorre se mantenía muy unido.
Ajeno desde entonces a las luchas internas, el coronel Latorre vivió su vida civil hasta 1860, en que vino a morir en Durazno, lugar de su residencia. En 1870 sus restos mortales se trasladaron a Montevideo para depositarlos en el Panteón Nacional.